# Мала Цирква
Ма́ла Ци́рква (болг. Мала църква) — село в Софійській області Болгарії. Входить до складу общини Самоков.

## Населення
За даними перепису населення 2011 року у селі проживали 468 осіб, усі — болгари.
Розподіл населення за віком у 2011 році:
Динаміка населення: